# Fanale di Livorno
Fanale di Livorno – latarnia morska, znajdująca się na nabrzeżu Livorno, naprzeciwko wejścia do portu. Zbudowana w latach 1303–1305, w czasach przynależności Livorno do Republiki Pizy. Zniszczona 19 lipca 1944 roku przez wycofujące się wojska niemieckie, odbudowana w latach 1954–1956. Oddana do użytku 16 września 1956 roku.

## Historia

### Republika Pizy
Latarnia morska w Livorno powstała w czasach Republiki Pizy, jednej z potęg morskich w basenie Morza Śródziemnego. Jej poprzedniczką była w XII wieku latarnia morska w Porto Pisano, która później, w wyniku erozji morskiej i zamulenia, straciła wraz z portem na znaczeniu. Została ona zniszczona w 1286 roku podczas bitwy pod Melorią, w trakcie której flota Pizy została pokonana przez flotę Republiki Genui. W latach 1303–1305 władze Republiki Pizy postanowiły wznieść nową, większą wieżę w pobliżu niewielkiej wioski, zamieszkałej głównie rybaków, zwanej początkowo Labro, następnie Liburnus i ostatecznie Livorno. Wieża, nazwana pierwotnie Fanale dei Pisani, została zbudowana na skale z widokiem na morze, po zachodniej stronie wejścia do ówczesnego portu. Projekt wieży sporządził rzeźbiarz i architekt, Giovanni Pisano. Zachowały się nazwiska budowniczych wieży: Rocca De Entello Spiny i Bonaggiunty Ciabattigo, wyryte na kamieniu u jej podstawy. Najpierw zbudowano trzynastokątną podstawę, na której wzniesiono pierwszą wieżę, zakończoną tarasem z blankami. Nad nią znajdowała się druga wieża, nieco węższa, również z blankowanym tarasem, na którym spoczywała latarnia. Na dolnym piętrze mniejszej wieży znajdowało się pomieszczenie dla strażnika i magazyny. Wieża w rzeczywistości składała się z siedmiu cylindrów, zachodzących na siebie i zwężających się ku górze. Kamienie użyte do jej wzniesienia wydobyto z pobliskiego kamieniołomu San Giuliano. W przyziemiu wieży znajdowały się tylko małe drzwi wejściowe, nad którymi wyrzeźbiono krzyż, symbol Pizy, zastąpiony później przez florencką lilię, kiedy w 1406 roku Piza została przyłączona do Republiki Florenckiej. Wewnątrz latarni znajdowały się drewniane schody, prowadzące na poszczególne kondygnacje, które w razie niebezpieczeństwa mogły zostać usunięte, przekształcając tym samym latarnię w fortecę. Dopiero w późniejszych czasach wykuto w grubych ścianach schody spiralne. U podstawy wieży ułożono duże kamienne bloki, aby uchronić ją przed wzburzonym morzem. Latarnia wzbudziła podziw współczesnych; wspominali ją w swych poematach Dante Alighieri (Boska komedia – Piekło, Pieśń V) i Francesco Petrarca (poemat Droga do Syrii). Gregorio Dati w swoich Kronikach Florenckich określił wieżę jako „jedno z najlepszych dzieł zrealizowanych kiedykolwiek przez całą ludzkość”.

### Republika Florencka i Wielkie Księstwo Toskanii
Dzięki władcom Republiki Florenckiej, a później Wielkiego Księstwa Toskanii, strategicznie położony port w Livorno zyskał na znaczeniu. Był nie tylko portem handlowym, ale również wojennym. Na szczyt wieży wspinał się Galileusz, aby przeprowadzać swoje eksperymenty. W 1584 roku wielki książę Toskanii, Franciszek I Medyceusz urządził w latarni lazaret, drugi na terenie Włoch po Wenecji. Kiedy w 1736 roku wraz ze śmiercią Jana Gastona ród Medyceuszy wymarł, Livorno miało już status miasta (ponad 30 tysięcy mieszkańców), z dużym portem i okazałą latarnią, najstarszą we Włoszech, bardziej szacowną, niż latarnia w Genui, zbudowana w 1543 roku. W 1737 roku rządy w Toskanii przeszły w ręce dynastii habsbursko-lotaryńskiej. Książę Leopold II Habsburg rozbudował port w Livorno, czyniąc zeń potężny ośrodek handlowy, do bezpieczeństwa którego przyczyniała się również obecność latarni.

### Królestwo Włoch
W 1860 roku Wielkie Księstwo Toskanii stało się częścią Zjednoczonych Włoch, a latarnia otrzymała na liście włoskich latarni numer ewidencyjny 1896. W 1911 roku latarnia znalazła się w gestii Marynarki Wojennej.

### II wojna światowa i czas powojenny
W 1943 roku wojska niemieckie zajmowały północną część Włoch, podczas gdy od południa zbliżały się wojska amerykańskie. Port i miasto Livorno były w rękach Niemców i choć były bombardowane przez aliantów, to latarnia nie została uszkodzona. Została zniszczona dopiero 19 lipca 1944 roku przez wycofujących się Niemców. Po wojnie postanowiono ją odbudować. W tym celu w 1952 roku ogłoszono publiczną zbiórkę pieniędzy. W krótkim czasie zebrano 2 miliony lirów, co było dużą sumą w tamtych czasach. Prace rekonstrukcyjne rozpoczęły się w czerwcu 1954 roku, przy użyciu 90% oryginalnego materiału, pozyskanego z gruzu. Resztę uzupełniono materiałem z kamieniołomu w San Giuliano, skąd pochodził oryginalny budulec. Uzyskała taki sam wygląd jak latarnia pierwotna. Została otwarta 16 września 1956 roku, podczas obchodów 350. rocznicy proklamowania Livorno jako miasta. 

## Źródło światła w latarni

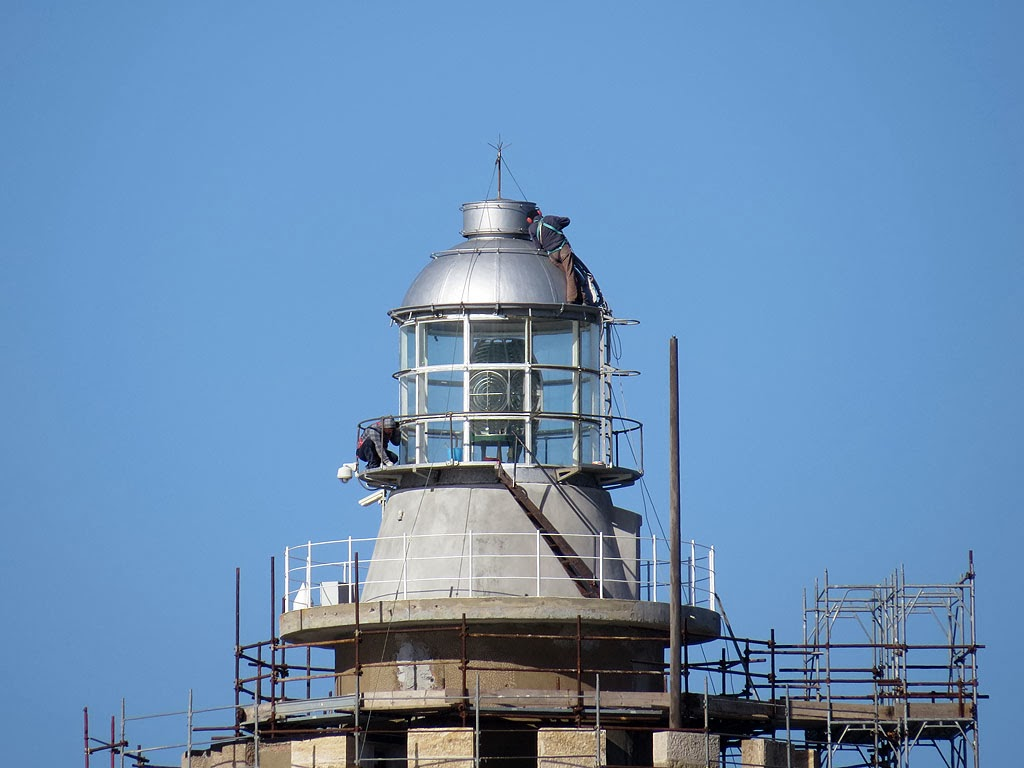
Latarnia

Początkowo latarnia była oświetlona lampami oliwnymi, a później ropą naftową. W 1841 roku zainstalowano pierwsze soczewki Fresnela i lampę karbidową, w której spalano acetylen. Pod koniec XIX wieku zainstalowano oświetlenie elektryczne.

## Opis
Latarnia znajduje się na nabrzeżu Livorno, naprzeciwko wejścia do portu. Wieża latarni jest zbudowana z kamienia. Ma kształt okrągły, cylindryczny z dwoma galeriami i latarnią na szczycie. Ma 52 m wysokości. Baza latarni jest w kolorze białym, a jej kopuła – w kolorze szaro-metalicznym.

## Charakterystyka światła
Cztery białe błyski po 0,2s z długą przerwą 9,9s, okres 20s. Moc lampy latarni wynosi 1000 W, a zasięg światła – 24 mile morskie.